# Ройс-Кьостриц
Ройс-Кьостриц (на немски: Reuß-Köstritz) е името на владение, един Paragium, което съществува от 1692 до 1918 г. с резиденция дворец Кьостриц. Фамилията от графове и князе фон Ройс цу Кьостриц е апанаж-странична линия на Ройс млада линия, клон на род Дом Ройс. Линията Кьостриц е толкова многобройна, че се дели по-късно на различни клонове. Графската по-късно княжеска линия Ройс-Кьостриц дава държавници и висши военни. Дъщерите на фамилията са смятани за княжески кандидатки за женитба и дават една велика херцогиня и една царица.

## История
Линията Ройс-Кьостриц се отделя през 1692 г. от младата линия, издигната е през 1806 г. в имперското княжеско съсловие.
От 5 юни 1930 г. фамилните членове имат титлата принц или принцеса Ройс. Шефът на фамилията има единствен титлата княз Ройс цу Кьостриц, днес княз Ройс.
Основател на линията е граф Хайнрих XXIV (* 26 юли 1681, † 24 юли 1748), прародител на всички още живеещи Ройси.

## Известни личности
- Хайнрих LXIII (* 1786, † 1841), жени се I. на 21 февруари 1819 графиня Елеонора цу Щолберг-Вернигероде (1801 – 1827) от Дом Щолберг и след нейната смърт II. на 11 май 1828 за графиня Каролина цу Щолберг-Вернигероде (1806 – 1896), двете дъщери на граф Хайнрих фон Щолберг-Вернигероде (1772 – 1854) и принцеса Каролина Александрина Хенриета Жанета (Жѐни) фон Шьонбург-Валденбург (1780 – 1809), дъщеря на пруския държавен министър Еберхард фон дер Рек (1744 – 1816). От двата му брака има по шест деца.

от първия брак:
- Августа (* 1822, † 1862) чрез женитба на 3 ноември 1849 с Фридрих Франц II велика херцогиня на Мекленбург-Шверин
- Хайнрих IV Ройс-Кьостриц (* 1821, † 1894), шеф на средната линия (от 1841), княз Ройс цу Кьостриц (1878 – 1894), наследява след смъртта на княз Хайнрих LXIX Ройс-Кьостриц (стария клон) Парагиат Кьостриц и княжеската титла, става собственик на Фидайкомисе Ернстбрун и Хагенберг в Долна Австрия, кралски пруски генерал на кавалерията à la suite на армията; ∞ (1854) за принцеса Луиза Ройс цу Грайц (* 1822, † 1875), вдовица на принц Едуард фон Саксония-Алтенбург (* 1804, † 1852); деца:
  - Принцеса Елеонора Ройс цу Кьостриц (* 1860, † 1917); ∞ (1908) цар Фердинанд I от България (* 1861, † 1948)
  - Хайнрих XXIV Ройс-Кьостриц (* 1855, † 1910), композитор
- Хайнрих VII Ройс-Кьостриц (1825 – 1906), генерал-адютант на кайзер Вилхелм I, първи немски посланик в Константинопол

## Галерия
- Дворец Кьостриц, (Торбау)
- Дворец Ернстбрун
- Дворец Требшен
- Дворец Щонсдорф
- Дворец Нойхоф
- Дворец Визенбург